# Lawrencia cinerea
Lawrencia cinerea är en malvaväxtart som beskrevs av N.S. Lander. Lawrencia cinerea ingår i släktet Lawrencia och familjen malvaväxter. Inga underarter finns listade i Catalogue of Life.